# Коршик
Коршик — село в Оричевском районе Кировской области, административный центр Коршикского сельского поселения.

## Географическое положение
Село находится в лесистой местности на юго-востоке района (в центре области) в 25 км к юго-востоку от посёлка Оричи и в 47 км к юго-западу от Кирова. К селу примыкают деревни Мудрень (на юго-западе) и Большой Коршик (на юго-востоке).
У восточной окраины села проходит автодорога Киров — Советск, от неё через село проходит дорога к посёлку Оричи. Ближайшая ж.-д. станция находится в пгт Оричи.
Село располагается на реке Корша (правый приток Илгани, бассейн Быстрицы).

## Население
| 2010 |
| ---- |
| 1273 |

## Физико-географическая характеристика села и окрестностей
Строение земной коры

### Кристаллический фундамент
Территория Кировской области располагается на Восточно-Европейская платформа // Большая советская энциклопедия : [в 30 т.] / гл. ред.  А. М. Прохоров. — 3-е изд. — М. : Советская энциклопедия, 1969—1978.. Поверхность кристаллического фундамента в Кировской области лежит на глубинах от 1500 до 3000 м под осадочными горными породами (недоступная ссылка — история). Осадочные горные породы, залегающие на востоке Оричевского района, лежат на тектоническом разломе кристаллического фундамента-Вятском авлакогене.

### Осадочный чехол платформы
Кротов П. И. (недоступная ссылка — история). считал самой крупной структурой осадочного чехла на территории нашей области Вятский вал. Сейчас он известен как сложная система дислокаций, протянувшаяся над Вятским авлакогеном. Село Коршик и его окрестности входят в пределы Вятского вала и его составных частей.
Осадочные горные породы-глины, песчаники, алевролиты, доломиты и мергели-, которыми сложена территория Коршикского сельского поселения, образовались примерно 250 млн. лет назад, то есть в конце пермского периода. Архивировано из оригинала 23 февраля 2014 года..
На территории Коршикского сельского поселения распространены так же осадочные горные породы, сформировавшиеся в четвертичный период кайнозойской эры. Наибольшее распространение получили отложения плейстоцена-Флювиогляциальные отложения // Большой Энциклопедический словарь. — 2000.. Они протянулись широкой полосой песков, супесей и суглинков, создавая Камско-Вятское полесье.

#### Морфоструктура
Земли Коршикского сельского поселения располагаются на территории Ивкинского поднятия Вятского Увала. Но по геоморфологическому районированию наша местность входит в состав пояса полесий и ополий, и как составной его части-Средневятской низменности. Это плоские песчаные низины, среди которых изредка встречаются пологие и невысокие поднятия с покровными суглинками. Местность сложена флювиогляциальными и древнеаллювиальными отложениями.

#### Морфоскульптура
На территории села и его окрестностей распространены следующие типы морфоскульптур — структурно-аккумулятивные (водоразделы), эрозионно-аккумулятивные (речные долины), эрозионные, антропогенные формы рельефа, возможно, ледниковые и карстовые формы рельефа.

### Реки и пруды
Все реки села и его окрестностей относятся к бассейнам рек Быстрица и Вятка. Все они по величине относятся к малым рекам. По типу питания это реки преимущественно со снеговым питанием. Наибольший уровень воды наблюдается в половодье — в апреле-мае. Во время половодья наблюдается и максимальный расход воды. Средние многолетние даты замерзания рек приходятся на первую половину ноября, а вскрытия — на 20-е числа апреля. Ледостав длится около 5 месяцев, а ледоход — 1—2 дня. Мутность воды сравнительно небольшая — от 50—150 г/ куб.м.
Полный перечень рек села Коршик и его окрестностей был опубликован ещё в 19 веке. Река Корша-правый приток реки Илгани. Илгань-самая крупная река в окрестностях села Коршик.
В селе и его окрестностях находятся два пруда, заслуживающие внимания. Первый — на реке Ярофеевке, правом притоке Корши (но иногда её считают верховьями Корши). Второй — на реке Илгани, у бывшей деревни Липатёнки . Он был создан в 1990 году. Его главное назначение — противоэрозионное 9. Архивировано из оригинала 27 апреля 2014 года..

### Подземные воды
Подземные воды села и его окрестностей относятся к группе [www.geokniga.org/sites/geokniga/files/maps/o-3839-kirov-gosudarstvennaya-geologicheskaya-karta-rossiyskoy-federacii-novaya_1.jpg] (недоступная ссылка) порово-трещинно-пластовых вод. Село находится между двумя тектоническими разломами с установленной обводнённостью. В ближайшем из них, расположенном к западу от села, возможная производительность скважин, вскрывших рассолы и солёные воды на глубинах до 150 метров, будет составлять 0.1 л/с. Преобладающий удельный дебит скважин водоносных горизонтов здесь составляет 0.1—1 л/с. Подземные воды пёстрые по ионному составу и степени минерализации с максимальной минерализацией 1 г/кг. Такая же степень минерализации в перекрытых водоносных горизонтах. К юго-востоку от Коршика степень минерализации увеличивается до 10 г/кг. среднемноголетний модуль подземного стока зоны свободного водообмена составляет 1,5 л/с.[www.geokniga.org/sites/geokniga/files/maps/o-3839-kirov-gosudarstvennaya-geologicheskaya-karta-rossiyskoy-federacii-novaya_1.jpg]. Мощность зоны подземных вод составляет около 50 метров.

### Почвы
Основным типом почв на территории села и его окрестностей являются дерново-подзолистые. По почвенно-географическому районированию село Коршик и его окрестности входят в округ густо-древовидных сочетаний-мозаик дерново-подзолистых, дерново-карбонатных и эродированных почв с почвами овражно-балочного комплекса (ОБК) центральной части Вятского увала.

### Природные зоны
Село и его окрестности входят в подзону южной тайги. Зональными являются пихтово-еловые кисличные леса. Они занимают повышенные дренированные водоразделы с дерново-подзолистыми почвами. Пологие склоны заняты зеленомошно-черничными, а плоские водоразделы-черничными типами лесов. Вдоль небольших речек много ельников приручьевых. В древостое зонального типа леса примесь пихты доходит до 20 %. Хорошо развит многоярусный травяной покров. Среди трав много видов дубравного комплекса.

### Климат
Кировская область отнесена к континентальному климату умеренного пояса. Архивировано из оригинала 16 апреля 2014 года., где преобладающим является Под редакцией проф. А. П. Горкина. воздух умеренных широт // География. Современная иллюстрированная энциклопедия. — М.: Росмэн. — 2006..

## Предыстория. Происхождение названия села
В окрестностях села Коршик, на левом берегу реки Ивкины, у деревни Дербени, в 2006 году было обнаружено поселение эпохи мезолита. Площадь памятника — около 4000 кв.м. Кроме того, несколько ниже по течению Ивкины, на её правом берегу, напротив санатория Сосновый Бор, в 2006 году были обнаружены два поселения эпохи мезолита (8—6 тыс. до н. э.), и одно местонахождение кремния, датированное мезолитом и Гл. ред. В. В. Алексеев. Камская (Хуторская) культура // Уральская историческая энциклопедия. — УрО РАН, Институт истории и археологии. Екатеринбург: Академкнига. — 2000..
Первые документальные сведения о окрестностях будущего села можно найти в переписи Вятской земли 1710 года. Среди новых населённых пунктов Илганской волости Хлыновского уезда упоминается «Адыжевская починок Коршиков», который можно соотнести с деревней Большой Коршик, располагающейся в верховьях речки Коршика (Коршик, Корша). В этом же документе называется ряд населённых пунктов, которые позднее вошли в Коршикскую волость, правда, иногда под другими названиями: починок Кадесников, починок Чюркинской, починок Кадечников, починок Бонёвской, починок Бутырской, починок Дорбенской, починок Песчанка, починок Меркурья Нориных, починок Безсолинской, починок Грызихинской, починок Доровских. Это были деревни: Кадесниково, Елизаровцы, Исаковцы, Бонёво, Бутырки, Дербени, Песчанка, Большие Норинцы, Безсолица, Большая Грызиха.
По одной из версий название села объясняется как место, где недавно корчевали («коршевали») лес под пашню («карш» — пень, «корчить» — выкорчёвывать корни деревьев, очищать вырубленный лес под пашню).
Другое традиционное объяснение происхождения названия села — от слова Корчика. Учитывая первое упоминание слова «Коршик» в официальных документах — починок Коршиков, можно предположить, что это слово первоначально было прозвищем Коршик, от которого и произошло название речки.

### Подробнее о предыстории села Коршик
В бассейне Вятки (в пределах современной Кировской области) люди стали селиться в первой половине 7 тысячелетия до н. э. Они могли мигрировать с территории Западной Сибири или Прикаспия. Волго-Вятский район являлся контактной зоной между двумя мезолитическими общностями — Волго-Окской и Уральской.

## История
О времени его основания ничего определённого сказать нельзя. Село возникло на старом водно-волоковом пути с реки Ивкины на реку Снигирёвку. Между реками Корша и Чернушка в прошлом существовал волок, о чём говорит название исчезнувшего уже леса у деревни Большой Коршик-Кая. Возможно, он был западной частью волока с реки Вятку на реку Чепцу с использованием рек Суводь, Ивкина, Быстрица, существовавшего ещё в 17 веке.
В 1720 году епископ Вятский и Великопермский Алексий дал разрешение на строительство церкви в честь Зосимы и Савватия, соловецких чудотворцев в Илганской волости у речки Коршика. С этого времени начинается история села Коршик.
По данным за 1859-1873. Дата обращения: 4 октября 2020. Архивировано из оригинала 19 мая 2011 года. гг., в селе было 7 дворов, в которых проживали 19 жителей (в том числе 6 мужчин, 13 женщин). По итогам переписи 1926 (недоступная ссылка — история). года, в Коршике было 45 хозяйств, в которых проживало 89 человек (в том числе 44 мужчины и 45 женщин).

## Известные жители
В первые годы Великой Отечественной войны (1941—1943) в селе в эвакуации жил будущий чемпион мира по шахматам Борис Спасский. Здесь он научился играть в шахматы.